# Conseil de la Nouvelle-Guinée
Le Conseil de la Nouvelle-Guinée était un organe représentatif monocaméral formé dans la colonie néerlandaise de Nouvelle-Guinée néerlandaise en 1961. Le conseil a été inauguré le 5 avril 1961 avec 28 membres du conseil, dont 16 avaient été élus aux élections de janvier 1961. 
Le conseil fut prié d'exprimer ses vœux d'autodétermination dans un délai d'un an mais, le 18 octobre 1961, reçut des nouvelles d'un effort des États-Unis visant à associer les Nations unies à une nouvelle colonisation du territoire[réf. nécessaire]. Au cours d'une session d'urgence, le conseil a rédigé un manifeste national et des symboles, notamment le drapeau Morning Star, pour une nouvelle identité nationale dénommée « Papouasie occidentale ». 

## Fonctionnaires du conseil
J. H. F. Sollewijn Gelpke était le président du conseil et J. W. Trouw le greffier du conseil. 

## Bâtiment du conseil
Un bâtiment du conseil a été construit à Hollandia de 1960 à 1961 et utilisé jusqu'à l'abolition du conseil en 1962. 